# Капкан (фильм, 2019)
«Капкан» (англ. Crawl) — американский фильм ужасов Александра Ажа. Сюжет основан на борьбе девушки-пловчихи за свою жизнь и жизнь своего отца в условиях, когда на улицы посёлка и в дома вместе с разлившейся из-за шторма водой из озера попадают аллигаторы. Выход фильма в России состоялся 22 августа 2019 года. Фильм получил положительные отзывы от критиков, в частности, высоких похвал удостоилась игра Кайи Скоделарио.

## Сюжет
Начинающая пловчиха Хейли Келлер по телефону узнаёт от своей сестры Бэт, что ураган 5-й категории Вэнди находится на пути столкновения с Флоридой. Сестра советует ей быстрее уезжать оттуда, но Хейли беспокоится о своём отце, Дэйве, который не отвечает на телефонные звонки. Игнорируя предупреждения полиции штата, Хейли отправляется проведать своего отца. Для начала она едет на квартиру, в которой он живёт после развода с её матерью, но обнаруживает там лишь собаку по кличке Булка. Тогда Хейли решает поехать в дом на Коралловом озере, который он якобы продал.
Хейли и Булка находят грузовик Дэйва у дома на Коралловом озере. Она спускается в подвал, оставляя Булку наверху, и обнаруживает своего отца раненым и без сознания. Она приводит его в сознание и пытается вытащить, но путь ей преграждает аллигатор, который, по мнению Дэйва, проник в подвал через дренажную трубу. Хейли и Дэйв пробираются к безопасному месту в дальнем конце подвала, но по пути туда Хейли роняет телефон. Ураган усиливается и подвал начинает затапливаться. Хейли пытается добраться до телефона и вызвать помощь.
Пытаясь добраться до телефона, Хейли сталкивается с аллигатором, но ей удаётся отбиться от него. В процессе схватки девушка обнаруживает, что в подвале несколько аллигаторов. Позже Хейли пытается выбраться через второй выход (люк), но оказывается, что он заблокирован столом. Хейли подаёт сигналы фонариком и привлекает внимание мародёров, которые грабят бензоколонку напротив дома, но они становятся жертвами аллигаторов. Через некоторое время в дом приезжают полицейские, которые также погибают. Дэйву удаётся убить одного аллигатора, пробив его голову лопатой, а Хейли пробирается через дренажную трубу и обнаруживает, что аллигаторы свили там гнездо и отложили яйца. Хейли убивает аллигатора с помощью пистолета, который она взяла у одного из погибших полицейских, и успевает пробраться в дом, где ломает доски пола в гостиной и спасает своего отца. 
Выйдя из дома, Хейли, Дэйв и Булка залезают в лодку мародёров, но в этот момент дамба рушится и местность окончательно затапливается водой. Их с лодкой волной отбрасывает обратно в дом и разделяет. Пока Дэйв и Булка поднимаются по лестнице, Хейли на кухне находит рацию и сообщает властям о том, что ей и её отцу нужна помощь. Отец Хейли, Дэйв, пытается пробраться по лестнице на чердак дома, но на него нападает аллигатор и откусывает ему руку, а Хейли удаётся запереть одного из аллигаторов в ванной. 
Добравшись до чердака, Хейли замечает спасательный вертолёт в окне одной из комнат. Она берёт файеры и пытается позвать на помощь, но подвергается нападению аллигатора. Ей удаётся от него отбиться, она забирается на крышу дома, где вместе с отцом и собакой ожидает помощь. В конце фильма, увидев спасательный вертолёт, Хейли берёт в руки файер и подаёт ему сигнал.

## В ролях
| Актёр           | Роль              |
| --------------- | ----------------- |
| Кая Скоделарио  | Хейли Келлер      |
| Барри Пеппер    | Дейв Келлер       |
| Росс Андерсон   | Уэйн Тейлор       |
| Энсон Бун       | Стэн              |
| Джордж Сомнер   | Марв              |
| Эми Меткалф     | Ли                |
| Хосе Пальма     | Пит               |
| Морфидд Кларк   | Бет Келлер        |
| Тина Прибичевич | Хейли в молодости |
| Аннамария Серда | Эмма              |

## Производство

### Съемки
«Капкан» — первый фильм студии Paramount, снятый в Сербии. Основные съемки начались в августе 2018 года и завершились в сентябре через 41 день. Оператором выступил Максим Александр. Большая часть съемок проходила в городе Белграде, в частности на съемочной площадке, расположенной на складе для отгрузки контейнеров в порту Белграда. 30 июля 2018 года, за несколько дней до официального начала производства, съемочную площадку посетили президент Сербии Александр Вучич и посол США в Сербии Кайл Рэндольф Скотт. Вучич сказал, что он «чрезвычайно рад» решению студии снимать фильмы в стране.

## Критика
На агрегаторе рецензий Rotten Tomatoes фильм имеет рейтинг 84 % на основе 213 рецензий критиков со средней оценкой 6,5 из 10. На сайте Metacritic фильм получил оценку 60 из 100 на основе 32 рецензии, что соответствует статусу «средние или смешанные отзывы».
Анжелика Джейд Бастьен из Vulture дала полностью положительную рецензию, высоко оценив игру Скоделарио, кинематографию Ажи и назвав фильм «отличным примером простой, но чрезвычайно хорошо рассказанной истории». Дэвид Фир из Rolling Stone поставил 3,5 звезды 4 похвалив исполнителей главных ролей и режиссуру Ажи. Поставив фильму оценку «B-», Энтони Дауд из The A.V. Club заявил: «Акула или аллигатор, ни один левиафан не может соперничать со смертоносностью измученной семейной предыстории». Кейт Фиппс из Slate отметила: «В этом году ценности фильмов категории B кажутся особенно освежающими и поучительными». Томрис Лаффли из RogerEbert.com поставил 2,5 звезды из 4 и посчитал фильм достаточно интересным, чтобы понравиться аудитории. 